# 姚隆 (弘治進士)
姚隆（1472年—？），字原學，南京留守後衛軍籍，直隸嘉定縣人，明朝政治人物。

## 生平
弘治十一年（1498年）戊午科應天鄉試第十七名舉人。弘治十五年（1502年）中式壬戌科會試第一百六十七名，三甲第一百三十八名進士。初授浙江新昌县知县，晋礼部主客司主事，转郎中，出为湖廣荆州府知府，不久罢免归乡。

## 家族
曾祖姚文榮；祖父姚敬；父姚海，母華氏；繼母范氏。具庆下。兄姚陞。弟姚陭、姚隣、姚际。